# 吉首市
吉首市（きつしゅ-し）は湖南省湘西トゥチャ族ミャオ族自治州に位置する県級市。洞庭湖へ向かう澧水が流れる。武陵山地区の中心都市で、自治州の政治・文化・経済の中心地であり、全州の交通ハブとなっている。
吉首市は武陵山の山脈南西縁に位置し、瀘渓県、花垣県、鳳凰県、保靖県、古丈県、湘西経済開発区に隣接している。2014年末で総人口約31.1万人、うちトゥチャ族、ミャオ族と漢族が人口をおおよそ三分している。交通至便であり、中国全国の高速道路ハブ都市18都市の一つとなってると共に、鉄道、道路、水運ともに交通網を形成している。

## 歴史
1949年11月5日、乾城県は中華人民共和国建国後に元嶺県に属することとなった。1952年8月、湘西ミャオ族自治区に属し、県人民政府は乾州鎮から所理鎮に移設。1953年2月25日に中央人民政府総務評議会の内務省により承認され、4月1日にミャオ語を基にしていた「所里鎮」は漢語に置き換えた「吉首鎮」に改名され、乾城県は「吉首県」に改名された。
1955年3月から吉首県は湘西ミャオ族自治州に属し、1957年9月から湘西トウチャ族ミャオ族自治州の管轄となり、吉首県には自治州の首府が置かれた。1980年11月から1982年11月までは州革命委員会が吉首鎮と吉首県を県級鎮として設定し、1982年11月に州政府が吉首県を廃止し、吉首市を設立した。

## 行政区画
- 街道：峒河街道、乾州街道、鎮渓街道、石家沖街道、双塘街道、吉鳳街道
- 鎮：矮寨鎮、馬頸坳鎮、河渓鎮、丹青鎮、太平鎮
- 郷：己略郷

## 交通
- 鉄道
  - 焦柳線（河南省焦作市 - 広西チワン族自治区柳州市）

## 観光
- 乾州古城景区
- 乾州文廟
- 矮寨奇観観光区
- 矮寨大橋
- 矮寨盤山公路
- 矮寨国家森林公園
- 九龍渓流沙瀑布
- 峒河国家湿地公園